# سافو (رمان)
سافو یا Sapho نام یک کتاب ادبی است که در سال ۱۸۸۴ توسط آلفونس دوده، نویسندهٔ اهل فرانسه نوشته شده‌است. این کتاب یکی از آثار ادبی برجستهٔ جهان است.